# Godkänd revisor
Godkänd revisor är en titel som tidigare utfärdades av Revisorsnämnden till person som uppfyllde kraven i Revisorslag 4§ (se nedan lista).  2013 förenklades regelverket genom att man tog bort titeln "Godkänd revisor".  Den 1 juni 2013 trädde ändringarna i kraft i revisorslagen och examinerade godkända revisorer blev per automatik auktoriserade. https://web.archive.org/web/20161115193723/http://www.revisorsnamnden.se/rn/startsida/nyheter_startsida/andringar_av_revisorslagen_antagna.html
- Yrkesmässigt utöva revisionsverksamhet
  - Det vill säga vara anställd av eller driva revisionsbyrå
- Vara bosatt i Sverige, annat EU-land än Sverige, EES eller i Schweiz
- Varken vara i konkurs, ha näringsförbud, ha förvaltare enligt föräldrabalken, vara förbjuden att vara ekonomiskt eller juridiskt biträde
- Ha den utbildning och erfarenhet som behövs för revisionsverksamhet
  - Utbildningskravet är definierat i detalj och omfattar bland annat krav på högskoleexamen i företagsekonomi med studier i redovisning, skatterätt, statistik, associationsrätt med mera
  - Krav på minst tre års erfarenhet av arbete på revisionsbyrå under svensk handledning. Kravet är därmed lägre än för Auktoriserad revisor.
- Ha avlagt Revisorsexamen efter avklarat prov som konstrueras av Revisorsnämnden
  - Ytterligare ett prov, Högre revisorsexamen, krävs för att bli auktoriserad revisor.
- Vara redbar och i övrigt lämplig

Godkännande av revisorer meddelas av Revisorsnämnden för fem år i taget. För att inneha godkännande måste man vara yrkesverksam som revisor. Inför varje ny femårsperiod gör revisorsnämnden en kontroll av revisorns yrkesverksamhet och redbarhet. 
Godkänd revisor kan väljas till revisor av bolagsstämma eller föreningsstämma. Det finns vissa begränsningar för en Godkänd revisor med avseende på vilken typ av organisationer som revisorn kan åta sig ett revisionsuppdrag i. Exempelvis finns krav på minst en auktoriserad revisor i finansiella företag, det vill säga sådana som står under tillsyn från Finansinspektionen.  
Utöver Revisorslagen regleras en Godkänd revisors verksamhet i bland annat Aktiebolagslagen. Utöver lagar vägleds revisorn av God revisorssed och God revisionssed.
Kraven för erhållandet av titeln Godkänd revisor är lägre än för att erhålla titeln Auktoriserad revisor, både vad gäller utbildning, yrkeserfarenhet och provskrivning. Båda titlarna är skyddade. Revisor som inte är auktoriserad eller godkänd kallas lekmannarevisor.